# Хікаса Йоко
Йоко Хікаса (яп. 日笠 陽子, нар. 16 липня 1985) — сейю та співачка з Канаґави, частина I'm Enterprise. Хікаса прагнула займатися озвученням після перегляду Sailor Moon, пізніше відвідувала Nihon Narration Engi Kenkyūjo, школу сейю. Вона є членом музичного поп-гурту з п'яти дівчат Ro-Kyu-Bu! разом із Ханадзавою Каною, Юкою Іґуті, Ріною Хідакою і Юй Оґурою. Група взяла свою назву від аніме Ro-Kyu-Bu!; п'ять її учасниць висловити бажання озвучити головних персонажів у серіалі. Їх перший сингл «Shoot!» випущений 17 серпня 2011 р. і був використаний як опенінг Ro-Kyu-Bu!.

## Сейю

### Телевізійне аніме

#### 2007
- Sketchbook ~full color's~ — Мінамо Неґіші

#### 2008
- Ikki Tousen: Great Guardians — дівчина В
- Ghost Hound — дівчина з В, початкова школа
- Persona: Trinity Soul
- Monochrome Factor — студентка

#### 2009
- Asura Cryin' — Ріцу Шіойзумі, Которі Араяшікі
- K-on! — Міо Акіяма
- Tetsuwan Birdy: Decode 02 — відьма
- Luminous Arc 3 — ангел Мірія
- Toradora! — студентка з A класу
- Nogizaka Haruka no Himitsu: Purezza — Іваі Хінасакі, Яой Каяхара
- Basquash! — дитина з B класу
- Umineko no Naku Koro ni — сатана

#### 2010
- Chu-Bra!! — Кійоно Амахара Amahara
- The Qwaser of Stigmata — Хана Кацураґі
- Ichiban Ushiro no Daimaō — Джунка Хатторі
- K-On!! — Міо Акіяма
- WORKING!! — Ідзумі Таканаші
- Seikimatsu Occult Gakuin — Майя Кумашіро
- Seitokai Yakuindomo — Сіно Амакуса
- Giri Giri Airu Village — Ньясута
- Sora no Otoshimono Forte — Хійорі Кадзане

#### 2011
- IS (Infinite Stratos) — Хокі Шінононо
- Is This a Zombie? — Серафім
- Beelzebub — Азуса Фуджісакі
- Rio: Rainbow Gate! — Лінда
- Dog Days — Бріоче д'Аркуін
- Moshidora — Мінамі Кавашіма
- Nurarihyon no Mago: Sennen Makyou — Кьокоцу (донька)
- Ro-Kyu-Bu! — Сакі Наґацука
- The Qwaser of Stigmata II — Хана Кацураґі
- Working'!! Ідзумі Таканаші

#### 2012
- Campione! — Еріка Бренделл
- Code:Breaker — Сакура Сакуракоджі
- Danshi Koukousei no Nichijou — літературна дівчина (Яссан)
- Dog Days' — Бріоче д'Аркуін
- Driland — Харука
- Gokujyo. — Абакане Айя
- Hagure Yūsha no Estetica — Мія Осава
- High School DxD — Ріас Ґреморі
- Hyōka — голова дослідницької групи Кіц
- Inu x Boku SS — Нобара Ікінокуджі
- Kingdom — Король Лей
- Medaka Box Abnormal — Сакі Саканасакі
- Mōretsu Pirates — Лін Ланбреття
- Muv-Luv Alternative: Total Eclipse — Нірам Равамунандо
- Kore wa Zombie Desu ka? Of the Dead — Серафім
- Hayate the Combat Butler: Can't Take My Eyes Off You — Раюра Цуругіно
- Btooom! — Хідемі Кіношіта

#### 2015
- Непорочна Марія — Артеміда

#### 2020
- Подорож Елейни — Шейла

### Drama CD
- Watashi ni xx Shinasai! — Юкіна Хімуро

### OVA
- Остання фантазія 7: Діти пришестя — Едж Сітізен

### Фільми
- Keroro Gunso the Super Movie 3: Keroro vs. Keroro Great Sky Duel — жінка C
- Sora no Otoshimono the Movie: The Angeloid of Clockwork — Хійорі Кадзане
- K-On! the Movie — Міо Акіяма
- Hayate the Combat Butler! Heaven Is a Place on Earth — Каюра Цуругіна
- Inazuma Eleven GO vs. Danbōru Senki W — Френ
- Hal — Курумі
- Прикрась прощальний ранок квітами надії — Діта[1]

### Відеоігри
- Black Rock Shooter: The Game — Сідзу
- Ken to Mahou to Gakuen Mono — жінка-гном
- Granado Espada — Берроніф
- Lollipop Chainsaw — Джульєтта Старлінґ
- MegaZone 23: Part III — Мамі Накаґава
- Danganronpa: Trigger Happy Havoc — Кьоко Кіріґірі[2]
- Danganronpa 2: Goodbye Despair — Кьоко Кіріґірі[3]
- L@ve once — Меру Торітиме
- Sono Hanabira ni Kuchizuke wo — Сідзуку Курішіма
- Phantasy Star Online 2 — Ечо
- Genshin Impact - Emilie